# عماد برقاد
عماد برقاد (16 ديسمبر 1969، القصر الكبير) رجل أعمال مغربي، يشغل منصب رئيس المجلس الإداري للشركة المغربية للهندسة السياحية منذ سنة 2011.

## مسيرته
تقلّد عماد برقاد العديد من المناصب، فقي عام 2000، انضم إلى المكتب الوطني للكهرباء، حيث كان مسؤولاً عن التعاون مع السلطات المحلية، ومسؤولاً عن العلاقة مع الإدارات الوزارية المختلفة وخاصة وزارة السياحة. بعد ذلك سيتولى تطوير الخدمات وتنويع المنتجات.
في عام 2009، تم تعيينه مديراً للمبيعات والتسويق في المكتب الوطني للكهرباء. وهو المنصب الذي سيشغله لمدة عامين قبل أن يأخذ إدراة الشركة المغربية للهندسة السياحية سنة 2011.